# Live from Austin TX (Calexico)
Live from Austin TX drugo je video izdanje američkog americana/indie rock sastava Calexico, objavljeno 20. siječnja 2000.

## Povijest
Materijal s izdanja uključuje pojavljivanje Calexica u rujnu 2006., nakon objavljivanja studijskog albuma Garden Ruin, u televizijskoj emisiji Austin City Limits. Osim toga, uključuje i osam pjesama koje nisu emitirane u emisiji. Na izdanju su se kao gosti pojavili meksički glazbenik Salvador Duran te brat i sestra Sam i Sarah Beam.

## Popis pjesama
| Br. | Skladba                                                        | Trajanje |
| --- | -------------------------------------------------------------- | -------- |
| 1.  | »Intro«                                                        | 0:18     |
| 2.  | »Convict Pool«                                                 | 4:30     |
| 3.  | »Across The Wire«                                              | 3:39     |
| 4.  | »Cruel«                                                        | 4:24     |
| 5.  | »El Picador«                                                   | 3:12     |
| 6.  | »Sunken Waltz«                                                 | 2:39     |
| 7.  | »Not Even Stevie Nicks«                                        | 4:22     |
| 8.  | »Stray«                                                        | 5:32     |
| 9.  | »All Systems Red«                                              | 7:24     |
| 10. | »Sonic Wind«                                                   | 7:45     |
| 11. | »Alone Again Or«                                               | 4:19     |
| 12. | »Roka« (sa Salvadorom Duranom)                                 | 5:54     |
| 13. | »He Lays In Reins« (sa Salvadorom Duranom, Samom i Sarah Beam) | 5:04     |
| 14. | »Guero Canelo« (sa Salvadorom Duranom)                         | 6:38     |
| 15. | »Letter To Bowie Knife«                                        | 3:38     |
| 16. | »Crystal Frontier«                                             | 5:57     |

## Recenzije
U recenziji CHARTattacka istaknuto je kako se ne radi o vrhunskoj video produkciji, ali da se Calexico pokazuje jednako dobar kao na studijskim izdanjima: "Iako postoji malo toga izvanrednog u smislu DVD produkcije, izvedba Calexica je ono što se ističe, te gledatelju dokazuje kako na albumima sastava gotovo pa da nema studijskih trikova. Joey Burns, John Convertino i društvo uistinu se ističu uživo, od špageti vesterna i meksičkih pjesama kao što su 'El Picador' i 'Guero Canelo' do fantastične (mnogo više rock 'n' roll) verzije 'Not Even Stevie Nicks'."
Jake Kennedy iz Record Collectora ocijenio je kako Calexico puno bolje funkcionira u izvedbi Burnsa i Convertina nego s podrškom ansambla glazbenika. "Svirka je u cijelosti izvanredna [...] međutim, previše puhačkih dodataka i session glazbenika odvlače sastav od onoga što on uistinu jest, tama i sjena, a ne blještavi televizijski reflektori."

## Vanjske poveznice
- Albumi Calexica